# スティペ・ビウク
スティペ・ビウク（Stipe Biuk、2002年12月26日 - ）は、クロアチア・スプリト出身のサッカー選手。レアル・バリャドリード所属。ポジションはFW。

## クラブ経歴
スプリトに生まれ、NKソリンを経て2011年にHNKハイドゥク・スプリトの下部組織に入団した。下部組織在籍中にFCバイエルン・ミュンヘンやレッドブル・ザルツブルクといったクラブから関心が寄せられるも、2021年1月16日、クラブと4年半のプロ契約を交わした。2021年3月2日、クロアチア・カップのNKザグレブ戦にて、74分にジャイロとの途中交代でトップチームデビューを飾った。3月20日にはHNKシベニク戦でプルヴァHNLデビューも果たし、その後も怪我人続出による人員不足からトップチームでの出場機会を掴み、特に2020-21シーズンのリーグ戦ラスト7試合では、全試合に先発出場し、3得点を挙げた。
2021-22シーズン、クラブの監督がヴァルダス・ダンブラウスカスに代わるとレギュラーとして起用され始め、シーズン公式戦31試合1得点という記録を残した。
2022年12月31日、MLSのロサンゼルスFCに完全移籍し、1年の契約延長オプション付きの2026年末までの契約を結んだ。
2024年1月26日、2023-24シーズン終了時までセグンダ・ディビシオンに所属していたレアル・バリャドリードへレンタル移籍する事が決定した。

## 代表経歴
2016年からクロアチアの世代別代表に招集されている。2021年6月には、19歳ながらUEFA U-21欧州選手権2021に臨むU-21クロアチア代表として、本大会でベスト8のU-21スペイン代表戦にのみ出場したが、1-2で敗れた。

## 人物
母親はビウクが9歳の誕生日を迎えた2011年12月26日から2日後の28日に亡くなっている。死因は、キッチンでビウクのための誕生日ケーキを作っていた際、脳内の動脈瘤が破裂したことによる突然死である。